# Lorenzo De Silvestri
Lorenzo De Silvestri (Rome, 23 mei 1988) is een Italiaans voetballer die doorgaans als rechtsback speelt. Hij verruilde Torino in september 2020 voor Bologna. De Silvestri debuteerde in 2010 in het Italiaans voetbalelftal.

## Clubcarrière
De Silvestri komt uit de jeugdacademie van SS Lazio. Hij debuteerde op zeventienjarige leeftijd in het eerste elftal, in de UEFA Intertoto Cup in 2005. Een jaar later debuteerde hij in de Coppa Italia. De Silvestri maakte het vierde doelpunt in een 4-0 zege. Hij debuteerde op 22 april 2007 in de Serie A tegen Fiorentina. Op 26 augustus 2009 tekende De Silvestri een vijfjarig contract bij Fiorentina.

## Interlandcarrière
De Silvestri nam met het Italiaans olympisch elftal deel aan de Olympische Spelen in China. Daar werd de ploeg onder leiding van bondscoach en oud-international Pierluigi Casiraghi uitgeschakeld door België in de kwartfinales: 3-2. De Silvestri debuteerde op 7 september 2010 in het Italiaans voetbalelftal, in een EK-kwalificatiewedstrijd tegen de Faeröer. Italië won met 5-0. De Silvestri speelde de volledige wedstrijd.
| Interlands van Lorenzo De Silvestri | Interlands van Lorenzo De Silvestri | Interlands van Lorenzo De Silvestri | Interlands van Lorenzo De Silvestri | Interlands van Lorenzo De Silvestri | Interlands van Lorenzo De Silvestri | Interlands van Lorenzo De Silvestri |
| №                                   | Datum                               | Wedstrijd                           | Uitslag                             | Soort wedstrijd                     | Doelpunten                          | Assists                             |
| Als speler bij ACF Fiorentina       | Als speler bij ACF Fiorentina       | Als speler bij ACF Fiorentina       | Als speler bij ACF Fiorentina       | Als speler bij ACF Fiorentina       | Als speler bij ACF Fiorentina       | Als speler bij ACF Fiorentina       |
| ----------------------------------- | ----------------------------------- | ----------------------------------- | ----------------------------------- | ----------------------------------- | ----------------------------------- | ----------------------------------- |
| 1.                                  | 07.09.2010                          | Italië – Faeröer                    | 5-0                                 | Kwalificatie EK 2012                | 0                                   | 0                                   |

## Erelijst
| Coppa Italia | 1x | 2008/09 |

1 Skorupski ·
2 Holm ·
3 Posch ·
5 Erlić ·
6 Moro ·
7 Orsolini ·
8 Freuler ·
9 Castro ·
10 Karlsson ·
11 Ndoye ·
14 Iling-Junior ·
15 Casale ·
16 Corazza ·
17 El Azzouzi ·
18 Pobega ·
19 Ferguson  ·
20 Aebischer ·
21 Odgaard ·
22 Lykogiannis ·
23 Bagnolini ·
24 Dallinga ·
26 Lucumí ·
28 Cambiaghi ·
29 De Silvestri ·
30 Domínguez ·
31 Beukema ·
33 Miranda ·
34 Ravaglia ·
80 Fabbian ·
82 Urbański ·
Coach: Italiano
1 Viviano ·
2 Motta ·
3 De Ceglie ·
4 Nocerino  ·
5 Cigarini ·
6 Criscito ·
7 Montolivo ·
8 Marchisio ·
9 Rocchi ·
10 Giovinco ·
11 Rossi ·
12 Dessena ·
13 Coda ·
14 Acquafresca ·
15 Bocchetti ·
16 De Silvestri ·
17 Abate ·
18 Consigli ·
20 Candreva ·
20 Russotto ·
Coach: Casiraghi